# منتخب النمسا لكرة السلة للسيدات
منتخب النمسا الوطني لكرة السلة للسيدات هو ممثل النمسا الرسمي في المنافسات الدولية في كرة السلة للسيدات.